# Mark Copani
Mark Copani (Syracuse (New York), 7 november 1981) is een gepensioneerd professioneel worstelaar die werkzaam was bij World Wrestling Entertainment (WWE) als Muhammad Hassan.

## In worstelen
- Afwerking bewegingen
  - Camel clutch
  - Reverse STO

- Kenmerkende bewegingen
  - Back suplex backbreaker
  - Belly to belly suplex
  - Elbow drop
  - Finishing Touch
  - Inside cradle
  - Low blow
  - Snap suplex

## Prestaties
- Ohio Valley Wrestling
  - OVW Heavyweight Championship (1 keer)